# Sao dãy chính loại B

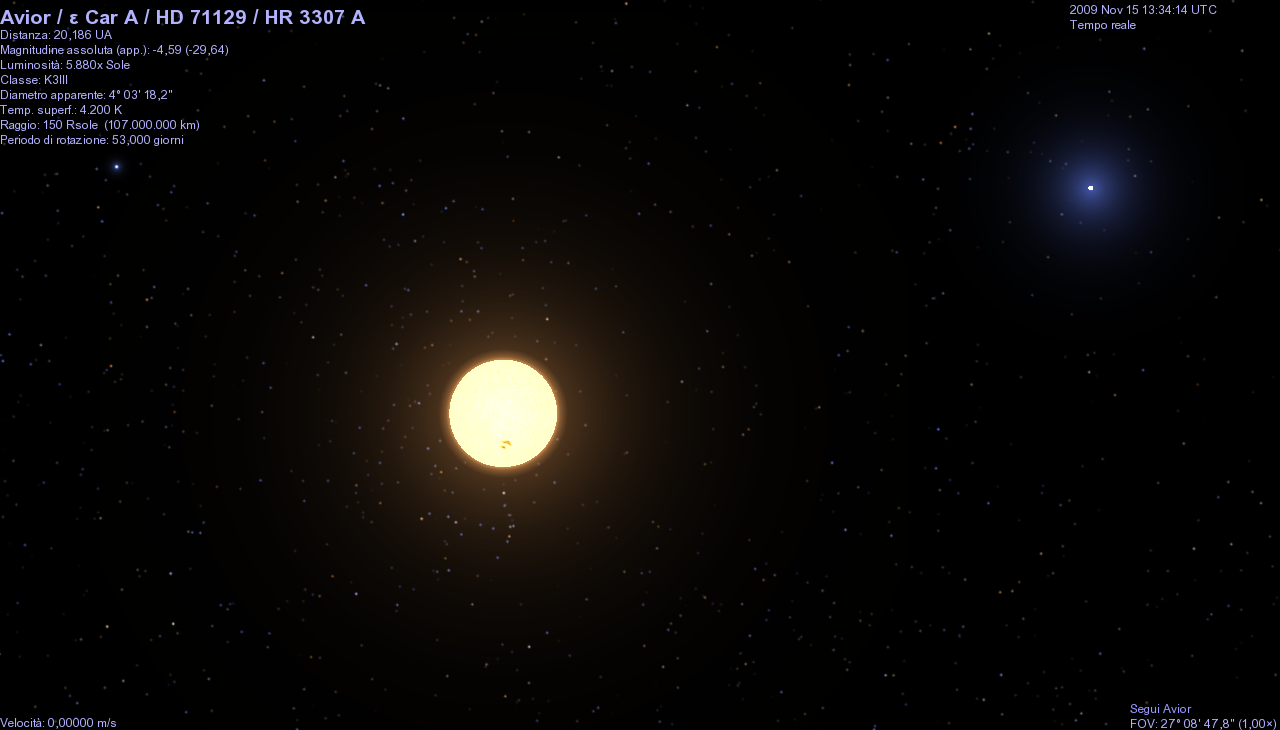
Một phần của chòm sao Carina, Epsilon Carinae là một ví dụ về một ngôi sao đôi có sao loại B trình tự chính.

Sao dãy chính loại B (BV) là một sao dãy chính (đốt hydro) với quang phổ loại B và lớp sáng V. Những ngôi sao này có 2-16 lần so với khối lượng của Mặt trời và nhiệt độ bề mặt từ 10.000 đến 30.000 K.  Sao loại B cực kỳ sáng và màu xanh. Quang phổ của chúng có heli trung tính, nổi bật nhất ở phân lớp B2 và các dòng hydro vừa phải. Ví dụ bao gồm Regulus và Algol A. 
Lớp sao này được giới thiệu với chuỗi phổ sao của Harvard và được xuất bản trong danh lục trắc quang Harvard sửa đổi. Định nghĩa của các sao loại B là sự hiện diện của các dòng heli không bị ion hóa mà không có helium bị ion hóa đơn lẻ trong phần màu xanh tím của quang phổ. Tất cả các lớp phổ, bao gồm loại B, được chia nhỏ với một hậu tố số cho biết mức độ mà chúng tiếp cận phân loại tiếp theo. Do đó B2 là 1/5 đường từ loại B (hoặc B0) đến loại A. 
Tuy nhiên, sau đó, quang phổ tinh chế hơn cho thấy các dòng heli bị ion hóa cho các ngôi sao loại B0. Tương tự, các sao A0 cũng cho thấy các dòng heli không ion hóa yếu. Các danh mục tiếp theo của quang phổ sao đã phân loại các ngôi sao dựa trên cường độ của các vạch hấp thụ ở các tần số cụ thể hoặc bằng cách so sánh các điểm mạnh của các vạch khác nhau. Do đó, trong hệ thống Phân loại MK, lớp phổ B0 có vạch ở bước sóng 439 nm mạnh hơn vạch ở bước sóng 420 nm. Chuỗi dòng Balmer phát triển mạnh hơn thông qua lớp B, sau đó đạt cực đại ở loại A2. Các dòng silicon bị ion hóa được sử dụng để xác định phân lớp của các sao loại B, trong khi các dòng magnesi được sử dụng để phân biệt giữa các loại nhiệt độ.
| Loại phổ | Bán kính R☉ | Khối lượng M☉ | Teff (K) | log g |
| -------- | ----------- | ------------- | -------- | ----- |
| B0V      | 10,00       | 17,00         | 30.000   | 4,0   |
| B1V      | 6,42        | 13,21         | 25.400   | 3,9   |
| B2V      | 5,33        | 9,11          | 20.800   | 3,9   |
| B3V      | 4,80        | 7,60          | 18.800   | 4,0   |
| B5V      | 3,90        | 5,90          | 15.200   | 4,0   |
| B6V      | 3,56        | 5,17          | 13.800   | 4,0   |
| B7V      | 3,28        | 4,45          | 12.400   | 4,1   |
| B8V      | 3,00        | 3,80          | 11.400   | 4,1   |
| B9V      | 2,70        | 3,29          | 10.600   | 4,1   |